# Arrows & Anchors
Arrows & Anchors è il quarto album studio della progressive rock band Fair to Midland pubblicato il 12 luglio 2011 dalla E1 Music. In Europa, è stato invece pubblicato dalla Season of Mist il giorno prima. L'album è stato registrato e montato da Joe Barresi.
Il 4 aprile fu pubblicato il primo singolo, "Musical Chairs," sul sito web ArtistDirect.com e anche su iTunes il 18 aprile, mentre il 19 maggio la band pubblicò "Amarillo Sleeps on My Pillow" scaricabile gratis sul loro sito. La canzone raggiunse la numero 65 posizione su Billboard 200.
L'album fu pubblicato su doppio vinile il 26 marzo 2012 in un'edizione limitata di solo 250 copie.

## Tracce
Testi di Darroh Sudderth, musiche di Fair to Midland.
1. Heavens to Murgatroyd – 0:44
2. Whiskey & Ritalin – 3:37
3. Musical Chairs – 3:32
4. Uh-Oh – 4:16
5. Amarillo Sleeps on My Pillow – 4:42
6. A Loophole in Limbo – 3:39
7. Typhoid Mary Sends Her Best – 0:56
8. Short-Haired Tornado – 4:19
9. The Upset at Bailey Bridge – 0:52
10. Rikki Tikki Tavi – 3:25
11. Golden Parachutes – 3:44
12. Bright Bulbs & Sharp Tools – 3:57
13. Coppertank Island – 3:10
14. Three Foolproof Ways to Buy the Farm – 2:47
15. The Greener Grass – 10:57

Traccia bonus della versione europea e su iTunes
1. Pour the Coal to 'er – 3:32

Traccia bonus con il pre-ordine dal sito ufficiale e su iTunes
1. Rikki Tikki Tavi (Live) – 3:21

Traccia bonus con il pre-ordine dal sito ufficiale
1. Uh Oh (Live) – 4:34

Le versioni live di "Rikki Tikki Tavi" e "Uh-Oh" sono state pubblicate anche sul singolo digitale "Amarillo Sleeps on My Pillow".

### Outtakes
Nessun'altra traccia è stata registrata per l'album, tuttavia diverse canzoni sono state considerate in fase di pre-produzione:
- La canzone "Bravo Sierra", eseguita una sola volta live ad agosto 2010 al Tree's a Dallas non è stata inclusa durante il processo di produzione.
- I titoli "The Dead Sea", "Ember Rose" e "Babe Ruthe" (re-intitolata "God Save Us") sono incluse nelle tracce di pre-produzione della band.

## Formazione
- Darroh Sudderth – voce, banjo
- Cliff Campbell – chitarra
- Jon Dicken – basso
- Matt Langley – tastiera, marxofono
- Brett Stowers – batteria

Cast tecnico
- Brian Gardner – mastering
- Isaac "Eye-Sack" Flores – artwork
- Sean Oakley – assistente tecnico
- Jun Murakawa – assistente tecnico
- Morgan Stratton – assistente tecnico
- Joe Barresi – produttore